# Lindisfarne (Kloster)

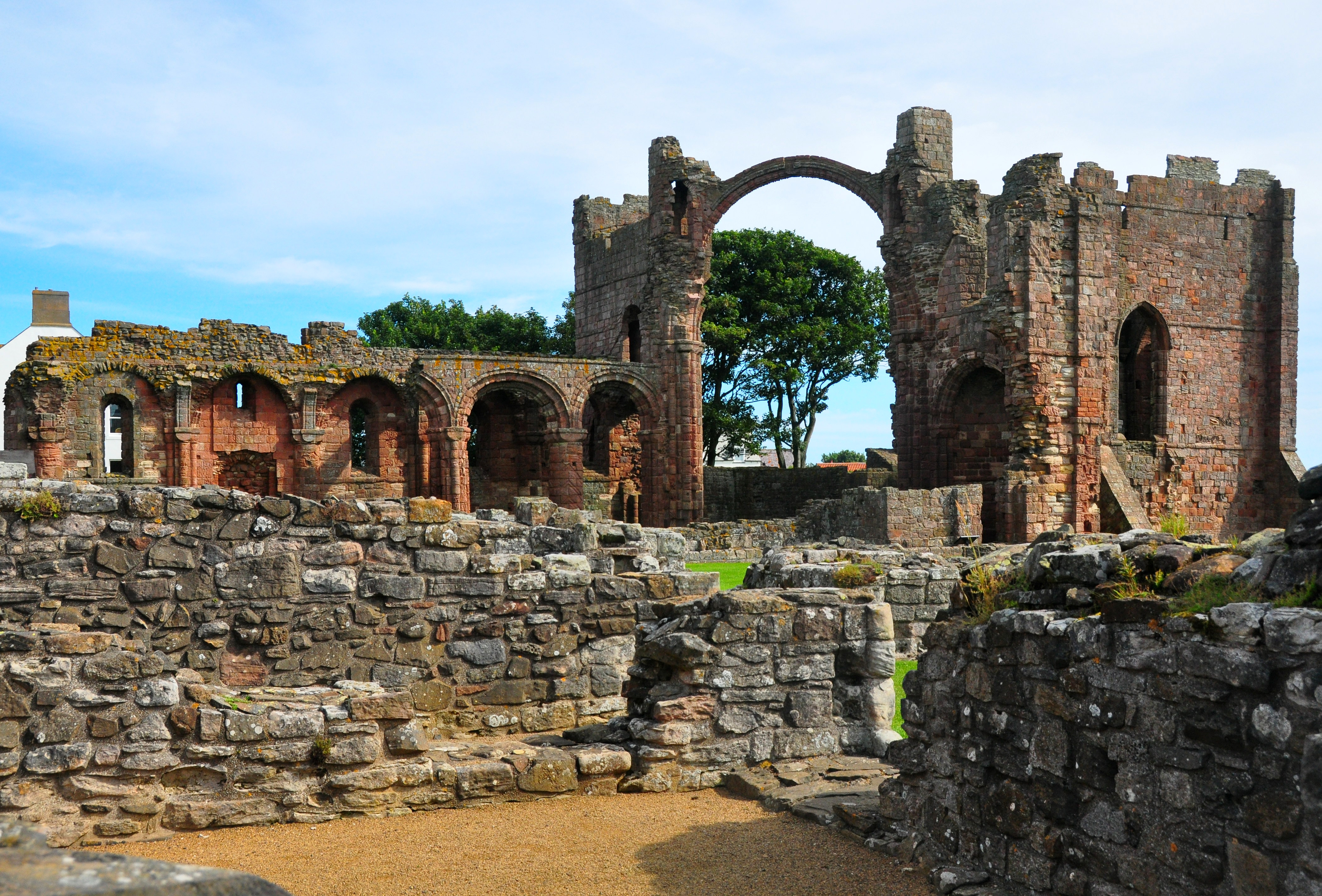
Ruinen des Klosters

Das Kloster Lindisfarne ist ein ehemaliges Kloster auf der Insel Lindisfarne (Holy Island) vor der Nordost-Küste Englands in der Grafschaft Northumberland.

## Das angelsächsische Kloster
Im Jahr 635 gründeten schottische Mönche unter Führung von St. Aidan auf der auch Holy Island genannten Insel Lindisfarne eine Abtei. Fortgeführt wurde sie von Cuthbert von Lindisfarne, der auch der erste Bischof von Lindisfarne wurde. Nach dessen Tod wurden die Lindisfarne Gospels, ein Evangelienbuch, angefertigt (bis ungefähr 715–721), und das Kloster wurde zu einem Wallfahrtsort. Bald war Lindisfarne ein Zentrum der keltischen Klosterkultur, eine Stätte des Glaubens, der Kunst und der Gelehrsamkeit, berühmt durch seine Schreibschule. Von der Insel aus trieben die Mönche die Christianisierung Englands voran, gerieten dabei jedoch bald in Konflikt mit unmittelbar vom Papst beauftragten römischen Missionaren. Der iroschottische Konvent verließ nach der Synode von Whitby 664 das Kloster. Kloster und Bischofssitz wurden 678 durch den Erzbischof von Canterbury Theodor von Tarsus nach der Verbannung von Wilfrid aus Northumbria durch König Ecgfrith wiederhergestellt. 737 entsagte König Ceolwulf von Northumbria seiner Macht und trat ins Kloster Lindisfarne ein, wo er 764 starb. Am 8. Juni 793 wurde Lindisfarne von Wikingern überfallen. Dieser Überfall markiert den Beginn der Wikingerzeit, obwohl es bereits 742 den Angriff auf das piktische Burghead Fort und 787 auf Dorset in Südengland gegeben hatte. Zu dieser Zeit war Bischof Higbald im Kloster Lindisfarne im Amt (781–803).
Im Jahr 875 verließ Bischof Eardulf mit den Mönchen aus Furcht vor weiteren Wikingerüberfällen das Kloster auf Lindisfarne. Sie nahmen die sterblichen Überreste der Heiligen Cuthbert, Aidan, Eadberht, Eadfrith, Æthelwald und das Book of Lindisfarne mit. Der Bischofssitz blieb sieben Jahre vakant. 882 ließen sich Eardulf und seine Mönche in Chester-le-Street nieder; der Ort wurde auch Bischofssitz der Bischöfe von Lindisfarne. 995 stellte König Æthelred II. den Frieden in England durch Zahlungen des Danegeld an die dänischen und norwegischen Könige wieder her. Bischof Aldhun (Ealdhun) wollte Lindisfarne neu auferstehen lassen. Der Sage nach erhielt er aber eine göttliche Nachricht, der Körper des Heiligen Cuthbert solle in Durham ruhen. Seit dieser Zeit ist Durham Sitz der Bischöfe und auch der Titel wurde in Bischof von Durham geändert.

## Das zweite Kloster

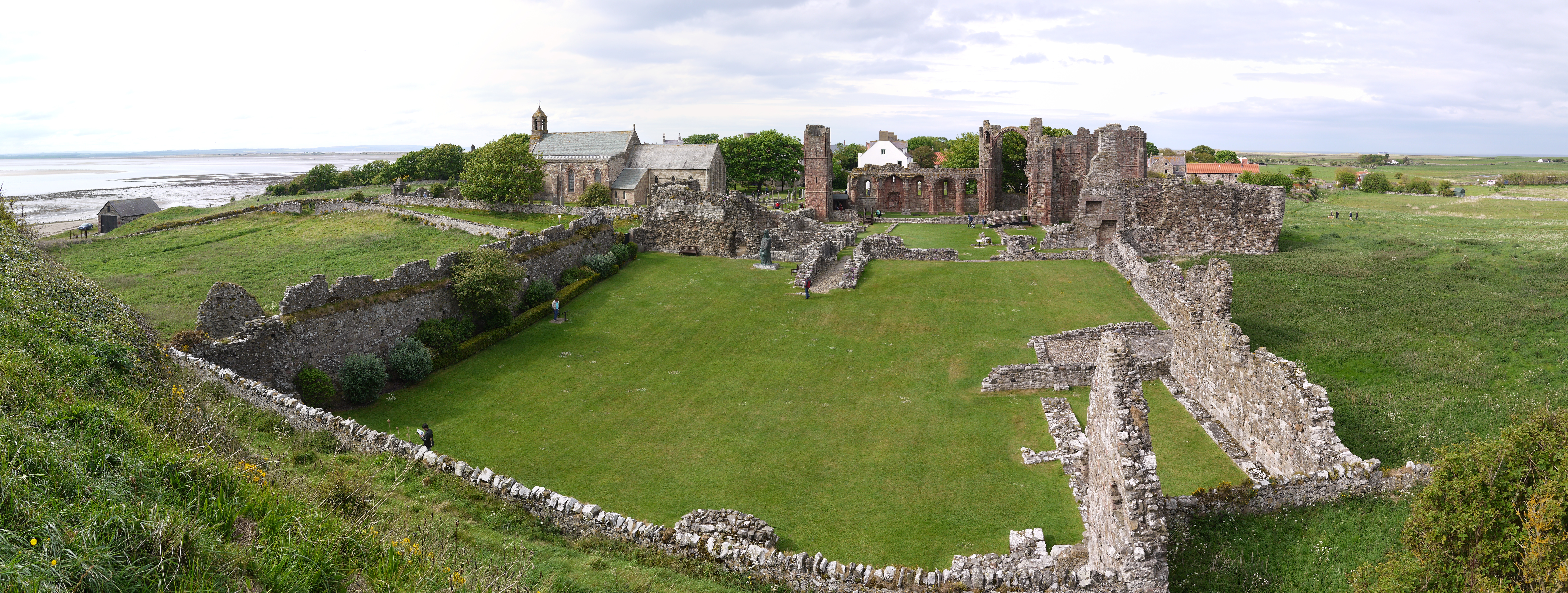
Kirchenruine und Pfarrkirche St. Mary

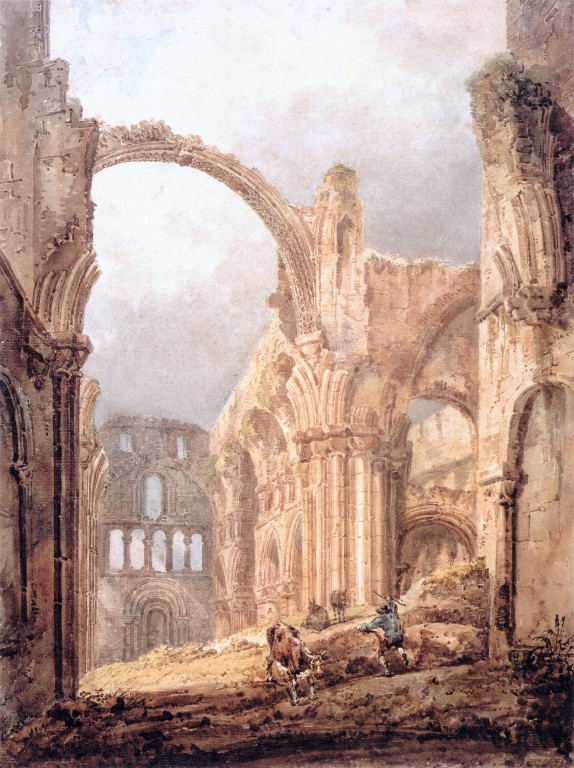
Das Innere der Klosterkirche im Jahr 1797. Gemälde von Thomas Girtin

Erst 1069–1090 kehrten auf Veranlassung von William of St Calais für kurze Zeit Benediktinermönche zurück. Im 12. Jahrhundert wurde auf der Insel neben den Resten des alten ein neues Kloster gegründet. Am Ort des ursprünglichen Klosters steht heute die Pfarrkirche St. Mary, die im 12. Jahrhundert etwa gleichzeitig mit der neuen Abteikirche errichtet wurde.
Zunächst mit dem Königreich Schottland verbunden, wurde Lindisfarne 1296 von Eduard I. erobert und in der Folge zu einer englischen Grenzfestung ausgebaut. 1385 baten die Mönche der Priorei Lindisfarne den englischen König Richard II. um Schleifung der Befestigungsanlagen, da sie bisher für die Kosten der königlichen Garnison aufkommen hatten müssen. Die Priorei selber genoss trotz der Grenzlage einigen Wohlstand und wurde auch weiter ausgebaut.

## Verfall
Nach dem Bruch von König Heinrich VIII. mit dem Papst 1536 wurde das Kloster wie alle englischen Klöster aufgelöst, aber nicht abgerissen. Die Insel wurde 1542–1545 mit Erdwerken erneut zur Festung ausgebaut. 1565/71 wurde die Burg von Holy Island erneuert und in der Folge noch eine zweite Festung errichtet.
Im 18. Jahrhundert entstand touristisches Interesse an dem Kloster, wie ein Gemälde der Ruine der Klosterkirche von Thomas Girtin aus dem Jahr 1797 zeigt. Die Gebäude waren teilweise äußerlich noch intakt, bis 1820 der Vierungsturm einstürzte. Trotz beginnender Anstrengungen des privaten Besitzers der Liegenschaft, das Gebäude zu erhalten, stürzte in den 1850er Jahren auch die Westfassade ein. Anfang des 20. Jahrhunderts wurden Ausgrabungen und Sicherungsarbeiten durchgeführt. 2024 betrug die Besucherzahl etwa 67.000 Personen.

## Der Lindisfarne Stone

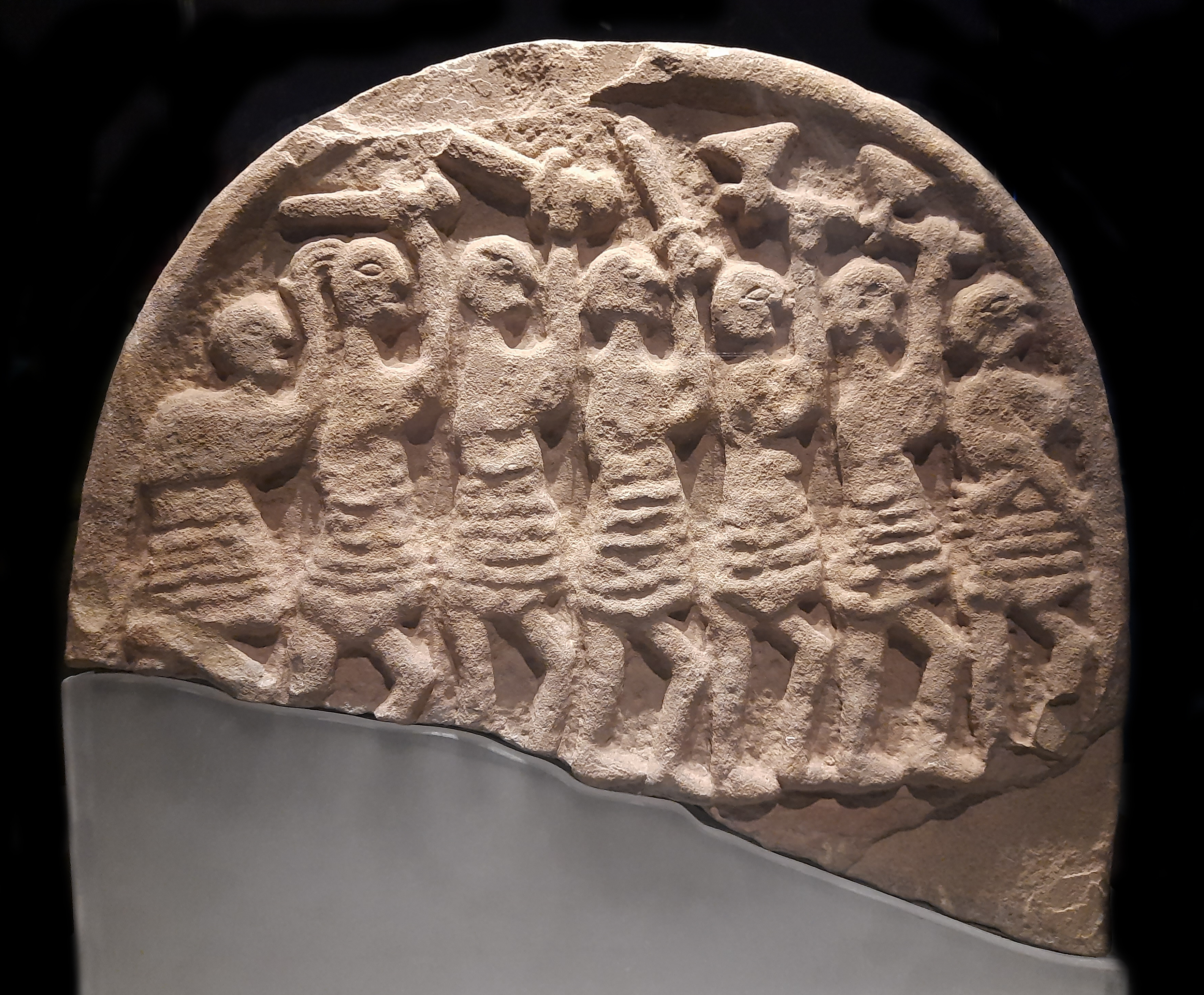
Lindisfarne Stone

Der Lindisfarne Stone (auch Viking Domesday stone genannt) wurde wahrscheinlich errichtet, um an die Opfer des Wikingerüberfalls auf das Kloster im Jahr 793 zu erinnern. Das erhaltene Fragment ist nur das Oberteil des ursprünglichen Steins und zeigt auf der Rückseite sieben Waffen schwingende Gestalten, die die Wikinger darstellen sollen, die das Kloster angriffen. Die andere Seite wird als „Tag des Jüngsten Gerichts“ verstanden.

## Dokumentarfilme
- Raubzug gegen Kloster Lindisfarne. (= Die Wikinger – Fakten und Legenden. Folge 3). 44 Min. Ein Film von Jeremy Freeston. Vereinigtes Königreich 2018.[8][9]